# Shorea squamata
Shorea squamata är en tvåhjärtbladig växtart som beskrevs av George Bentham och Hook. f.. Shorea squamata ingår i släktet Shorea och familjen Dipterocarpaceae. Inga underarter finns listade i Catalogue of Life.